# Cratere Fuller
Fuller  è un cratere sulla superficie di Mercurio.